# Massimo Dutti
Massimo Dutti est une marque espagnole de vêtements appartenant au groupe Inditex. Malgré son nom italien, Massimo Dutti a été fondée à Barcelone en 1985 par Armando Lasauca. 
En 1991, la marque a été rachetée par le groupe Inditex (Zara), qui lui donnera son rayonnement plus large. Les boutiques Massimo Dutti sont représentées dans 66 pays dans le monde avec 682 boutiques situées dans les principales villes d'Europe, d'Amérique latine, de l'Afrique du Nord et du Proche-Orient. 
Les parfums de la marque sont commercialisés par le groupe Puig.

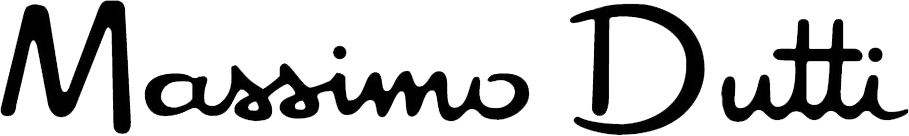
Logo de Massimo Dutti jusqu'en 2024.